# متلازمة هانديجودو
متلازمة Handigodu متلازمة أو Handigodu Joint Diseases هي حالها اسُتعمرت في جنوب الهند في منطقه (Malenadu (mahnad، وقد اوحظت في المرة الأولى لها في ولاية Shinaoga في منطقه كارناتاكا، ومع ذلك فهي ليست متطابقة سريرياً؛ ولكن Handigodu syndrome تشبه إلى حد ما مرض مسيليني المشترك في زولولاند بجنوب أفريقيا. وقد كان في ذلك الوقت ينحصر على منطقه جغرافيا معينه، منذُ أن لوحظَ في عام 1975؛ أوجدوا ان هذه المتلازمة قُتِلت أكثر من 1000 شخص.
من الجانب الطبي يتم تعريف متلازمة Handigodu syndrome؛ على إنها اعتلال عظلي تنكسي وراثي؛ أي إنهُ ينسب إلى قائمة امراض العظام والمفاصل، وهو إضطراب تدريجي في نظام الهيكل العظمي، ويعرف جنينياً بأنهُ وراثتهُ تعد من الوراثة السائدة؛ أي تطلب جين واحد حامل للمرض لِكي يظهر هاذ الامر لم يكن مفهوماً كثيراً في ذلك الوقت.
وقد ذكرت مجموعه من الافتراضات بأن Handigodu syndrome يتأثر بالعوامل البيئية، وزواج الاقارب؛ ومن هنا أطلق عليه بأسم التهاب المفاصل العائلي ولسوء الحظ إلى الآن لم يجدوا لهُ علاج فعال.
الأفراد المصابون بهذا المرض يعانون من آلام شديدة في المفاصل والورك، ويلاحظ نقص النمو الطبيعي الطفولة المبكره؛ مثل تشوه الاطراف والتقزم. تبدأ الأعراض في مرحله ما قبل المراهقة أي من ين السابعه والموت في وقت مبكر بين 25_30 سنه أو حته أقل. وقد تؤثر في صعوبة المشي وألم في المفاصل والورك، وفي النهاية قد يؤثر على حركة المريض والأعمال الروتينية الاسميه. اعتماد على تنقل المرضى المصابين، تم تحديد المرض بثلاث درجات إعتماد على الشدّه؛ في الحالات الخفيفه إلى المتوسطة يكون المريض قادراً على المشي ولكن بصعوبة وفي الحالات الشديده يكون التنقل مقيداً للغايه، أما في الحالات الحاده يصيبهم الشلل الكامل في الأطراف مما يجعلهم يزحفون.
متلازمة HM chandrashekhar؛ لوحظت لأول مرة في قرية Handigodu خلال الأعوام 1974_1975، وقد اشتكى بدايتاً أربعة مرضى من الآلام الشديدة في المفاصل والورك، ثم تم نقلهم إلى المستشفى العام في ساجار.
اثنوا خلالها بعض الاطباء الذين لم يتمكنوا من تشخيص هذا المرض على أنهُ مرض ناجم عن اضطرابات عصيبه، طلباً للمشورة قام فريق من الخبراء بقيادة بنغالور NIMHANS طبيب اعصاب من Mani بزيارة المنطقة المتضرره، وبعد إجراء الفحوصات اللازمة للمرضى، استبعدوا أي اضطراب عصبي وقد أكدوا أن هذا الألم ناشئ عن اضطراب في العظام والمفاصل.
أُجريت عدة أبحاث حول هذا المرض كيف ينشأ وكيف يعمل وكيف يتم علاجه، ومن هذه الابحاث كان بدايتاً من فريق من المعهد الوطني للتغذية في حيدر آباد قاموا بأجراء بحثاً في المناطق المتضرره من هذه المرض واكتشفوا أن هذا المرض كان مقيداً في المستعمرة (dalit) وأنهُ يمكن أن يُصاب بهِ جميع الفئات العمرية وأنهُ غير معدي، وتبع هذا البحث بحثاً من قبل المجلس الهندي على مدى أربع سنوات 1984_1988 وكانت هذه المرحلة الأولى من هذا البحث، أقام المجلس الهندي تشكيل مجموعات من (ICMR) للبحوث الطبيه الدراسية وكانت تضم خبراء من مختلف المجالات الطبيه وقد زارت هذه المجموعات المناطق المتضرره كما ساعدت إدارة الصحة في ولاية كارناتاكا التي قدمت فريقاً لمساعدتهم.
على الرغم من إجراء عمل مجهد وابحاثاً مكثفه؛ ألا إنهم لم يتمكنوا من أن يصلوا إلى أي استنتاج حول هاذ المرض. وفي المرحلة الثانية في عام 2001 تحت مجموعات ICMR من قبل مركز الدراسات العليا تحت قيادة سانجاي غاندي في لكناو، وكانت من أهم الأعمال التي قاموا فيها في هذه المرحلة، إنهم قاموا بدراسة تاريخ العائلة وقد افادت الدراسة أن متلازمة Handigodu syndrome هي متلازمة من خلل التنسيج البدني العائلي (meta)؛ يتم توزيعها على الجينات الجسميه (لصفة جسمية سائده) ويمكن القول على أنها ناجمة من خلل في نمو العظام النسيجيه اضطراب جيني disorder.